# Rzeszowice
Rzeszowice (ukr. Ряшовичі) – dawna wieś, obecnie na terenie Ukrainy, w rejonie sokalskim obwodu lwowskiego. Leżała blisko Byszowa.
Rzeszowice jako samodzielna gmina jednostkowa powstały w II Rzeczypospolitej 23 kwietnia 1930 z części obszaru gminy Byszów. Od 1934 roku wieś należała do zbiorowej wiejskiej gminy Korczyn w powiecie sokalskim w woj. lwowskim. W związku z poprowadzeniem nowej granicy państwowej na Bugu i Sołokii, wieś wraz z całym obszarem gminy Korczyn znalazła się w Związku Radzieckim.
Obecnie, mimo znacznej bliskości Sokala, obszar ten nie należy do rejonu sokalskiego, lecz do radziechowskiego.